# Edward Bożek
Edward Bożek (ur. 21 marca 1937 w Tucquegnieux) – polski lekkoatleta, olimpijczyk.
Choć urodził się we Francji, związany był z Zabrzem. Ukończył tam technikum górnicze i startował w zabrzańskich klubach: Zrywie i Górniku, a także w Zrywie Katowice.
Specjalizował się w biegach krótkich. Wystąpił w sztafecie 4 × 400 metrów podczas igrzysk olimpijskich w 1960 w Rzymie, która odpadła w półfinale. Zdobył dwa tytuły mistrza Polski w sztafecie 4 × 100 metrów (w 1959 i 1960). Był także wicemistrzem Polski w biegu na 100 metrów w 1956 i w biegu na 400 metrów w 1959.
Wystąpił w 13 meczach reprezentacji Polski (bez zwycięstw indywidualnych). Był rekordzistą Polski w klubowej sztafecie 4 × 100 metrów oraz w reprezentacyjnej sztafecie 10 × 100 metrów.
Rekordy życiowe:
- bieg na 100 metrów – 10,6 s
- bieg na 200 metrów – 21,5 s
- bieg na 400 metrów – 47,5 s
- bieg na 400 metrów przez płotki – 52,5 s.

Obecnie mieszka w Niemczech.